# سامية الطرابلسي
سامية الطرابلسي (ولدت يوم 13 يونيو 1987 في تونس)، ممثلة تونسية تحمل الجنسية اللبنانية كانت مُقيمّة في السعودية. و منذ عام 2015 تقيم في مصر.

## حياتها
وُلِدت 13 يونيو 1987 في تونس لأبوين تونسيين ولكنها نشأت وتربت ودّرست في المملكة العربية السعودية بِمدينة جدة وعاشت مُتنقلة بين جدة وتونس ومصر ودبي ; كانت متزوجة من رجلٍ لبنانيٍ كما أنها تحمل الجنسية اللبنانية وتُجيد اللغة الإنجليزية والإيطالية والفرنسية إضافةً إلى اللغة العربية.
بدأت حياتها الفنية كفتاة إعلانات، ومن ثم اخترقت مجال التقديم عبر برنامج شبابي في قناة «أي آر تي» حيثُ عملت في البداية كمذيعة.
ثم في عام 2012 اتجهت للتمثيل بعدما رشحها الفنان فايز المالكي للمشاركة بمسلسل سكتم بكتم بموسمه الثالث الذي كان خطوتها التمثيلية الأولى.
وفي عام 2013 اختارها الممثل الكوميدي عبد الله السدحان للمشاركة في مسلسل «هذا حنّا» إلى جانب مجموعة كبيرة من نجوم الدراما الخليجية.
ثم توالت أعمالها التلفزيونية وكان البداية الفعلية ومعرفة الجمهور بها في برنامج واي فاي الجزء الثاني حيثُ
حازت على إعجاب الجمهور من خلال تقليدها مجموعة من الشخصيات بِشكلٍ كوميدي.

## أعمالها

### الأفلام
- الخلبوص
- شكة دبوس
- مش رايحين في داهية
- عقدة الخواجة
- عيش حياتك
- بنك الحظ
- شنطة حمزة

### المُسلسلات
- النمر
- هذا حنا
- واي فاي 2
- سكتم بكتم 3
- واي فاي 3
- فرصة ثانية
- ساحرة الجنوب
- دنيا اخرى
- دنيا اخرى 2
- الطبال
- طعم الحياة
- النص (رمضان 2025)

## وصلات خارجية
- سامية الطرابلسي على موقع IMDb (الإنجليزية)
- سامية الطرابلسي على موقع قاعدة بيانات الأفلام العربية
- سامية الطرابلسي على موقع قاعدة بيانات الفيلم (الإنجليزية)
- سامية الطرابلسي… وتجربة مسلسل النص مع أحمد أمين - إيجي بودكاست على يوتيوب